# The Forks
The Forks ist eine Plantation im Somerset County des Bundesstaates Maine in den Vereinigten Staaten. Im Jahr 2020 lebten dort 48 Einwohner in 251 Haushalten auf einer Fläche von 107,4 km².

## Geographie
Nach dem United States Census Bureau hat The Forks eine Gesamtfläche von 107,4 km², von der 102,6 km² Land sind und 4,8 km² aus Gewässern bestehen.

### Geographische Lage
The Forks liegt zentral im Somerset County. Der Kennebec River bildet südwärts fließend die westliche Grenze der Plantation. Im Süden grenzen der Pleasant Pond an das Gebiet und im Osten bildet der Moxie Pond die östliche Begrenzung des Gebietes. Die Oberfläche ist leicht hügelig, die höchste Erhebung ist der 746 m hohe Pleasant Pond Mountain.

### Nachbargemeinden
Alle Entfernungen sind als Luftlinien zwischen den offiziellen Koordinaten der Orte aus der Volkszählung 2010 angegeben.
- Norden und Osten: Northeast Somerset, Unorganized Territory, 19,6 km
- Süden: Caratunk, 9,9 km
- Westen: Northwest Somerset, Unorganized Territory, 28,7 km

### Stadtgliederung
In The Forks gibt es mehrere Siedlungsgebiete: Lake Moxie, Mosquito, Moxie Corner, Pleasant Pond, The Forks und Troutdale.

### Klima
Die mittlere Durchschnittstemperatur in The Forks liegt zwischen −11,1 °C (12 °F) im Januar und 20,0 °C (68 °F) im Juli. Damit ist der Ort gegenüber dem langjährigen Mittel der USA um etwa 9 Grad kühler. Die Schneefälle zwischen Oktober und Mai liegen mit bis zu zweieinhalb Metern mehr als doppelt so hoch wie die mittlere Schneehöhe in den USA; die tägliche Sonnenscheindauer liegt am unteren Rand des Wertespektrums der USA.

## Geschichte
Die Plantation The Forks wurde am 2. November 1840 organisiert. Vermessen wurde das Gebiet als Township No. 1, Fourth Range Bingham's Kennebec Purchase, East of Kennebec River (T1 R4 BKP EKR) auch genannt Pleasant Pond Plantation. Die Organisation wurde in den Jahren 1859 und 1895 bestätigt.

### Einwohnerentwicklung
| Volkszählungsergebnisse – The Forks Plantation, Maine | Volkszählungsergebnisse – The Forks Plantation, Maine | Volkszählungsergebnisse – The Forks Plantation, Maine | Volkszählungsergebnisse – The Forks Plantation, Maine | Volkszählungsergebnisse – The Forks Plantation, Maine | Volkszählungsergebnisse – The Forks Plantation, Maine | Volkszählungsergebnisse – The Forks Plantation, Maine | Volkszählungsergebnisse – The Forks Plantation, Maine | Volkszählungsergebnisse – The Forks Plantation, Maine | Volkszählungsergebnisse – The Forks Plantation, Maine | Volkszählungsergebnisse – The Forks Plantation, Maine |
| Jahr                                                  | 1900                                                  | 1910                                                  | 1920                                                  | 1930                                                  | 1940                                                  | 1950                                                  | 1960                                                  | 1970                                                  | 1980                                                  | 1990                                                  |
| ----------------------------------------------------- | ----------------------------------------------------- | ----------------------------------------------------- | ----------------------------------------------------- | ----------------------------------------------------- | ----------------------------------------------------- | ----------------------------------------------------- | ----------------------------------------------------- | ----------------------------------------------------- | ----------------------------------------------------- | ----------------------------------------------------- |
| Einwohner                                             | 157                                                   | 169                                                   | 153                                                   | 144                                                   | 123                                                   | 45                                                    | 53                                                    | 45                                                    | 72                                                    | 30                                                    |
| Jahr                                                  | 2000                                                  | 2010                                                  | 2020                                                  | 2030                                                  | 2040                                                  | 2050                                                  | 2060                                                  | 2070                                                  | 2080                                                  | 2090                                                  |
| Einwohner                                             | 35                                                    | 37                                                    | 48                                                    |                                                       |                                                       |                                                       |                                                       |                                                       |                                                       |                                                       |

## Wirtschaft und Infrastruktur

### Verkehr
Durch The Forks verläuft an der östlichen Grenze, parallel zum Kennebec River in nordsüdlicher Richtung der U.S. Highway 201.

### Öffentliche Einrichtungen
In The Forks gibt es weder medizinische Einrichtungen noch eine eigene Bücherei. Die jeweils nächstgelegene Einrichtung ihrer Art befindet sich in Bingham und Monson.

### Bildung
Für die Schulbildung in The Forks ist das The Forks School Department zuständig.